# Miroslav Šmok
Miroslav Šmok (28. srpna 1911 Nekoř – 2002) byl český a československý politik Komunistické strany Československa, poúnorový poslanec Národního shromáždění ČSR a ministr hutního průmyslu.

## Biografie
Narodil se v rodině kováře a živnostníka. Absolvoval obecnou školu v Nekoři a od roku 1922 studoval v Praze reálku a vyšší průmyslovou školu. Maturoval v roce 1930. Už za studií se politicky angažoval, zpočátku v Československé sociálně demokratické straně dělnické, později v KSČ. Po maturitě měl převzít živnost po otci, kvůli neshodám ohledně vedení firmy odešel zpět do Prahy na techniku studovat inženýrství. V roce 1934 ale otec musel kvůli finanční tísni prodat rodinnou firmu a Miroslav Šmok se tak musel živit sám. Od roku 1936 nastoupil na místo asistenta na pražské technice v ústavu teoretické a experimentální elektrotechniky. Krátce působil jako technik v ČKD Vysočany a pak nastoupil do továrny J. Sousedíka ve Vsetíně. Byl zde vedoucím zkušebny a provozu a po válce i ředitelem. Za druhé světové války byl aktivní v odboji a byl téměř dva roky vyšetřován a vězněn.
Ve volbách roku 1948 byl zvolen do Národního shromáždění za KSČ ve volebním kraji Olomouc. V parlamentu zasedal do konce funkčního období, tedy do voleb roku 1954.
V roce 1946 se stal technickým náměstkem vsetínské firmy (nyní Moravské elektrotechnické závody), později byl podnikovým ředitelem. V roce 1949 působil na postu náměstka generálního ředitele Československých závodů těžkého strojírenství v Praze. Od roku 1951 byl náměstkem ministra strojírenství.
V letech 1960–1962 zastával post ministra hutního průmyslu a rudných dolů v třetí vládě Viliama Širokého. Od roku 1965 byl náměstkem předsedy Státní komise pro techniku a od roku 1969 zastával funkci předsedy Českého úřadu bezpečnosti práce, kde setrval až do odchodu do důchodu v roce 1972. V rodné Nekoři se výrazně angažoval v místním rybářském spolku.